# Rechberg (Oberösterreich)
Rechberg ist eine Gemeinde in Oberösterreich im Bezirk Perg im Mühlviertel mit 1033 Einwohnern (Stand 1. Jänner 2024).

## Geografie

### Lage und Umgebung
Rechberg liegt auf 590 m ü. A. im unteren Mühlviertel. Die größte Ausdehnung beträgt von Nord nach Süd 4,3 km und von West nach Ost 5,8 km. Die Gemeinde bedeckt eine Fläche von 13,8 km². 39,6 % davon sind bewaldet, 55,4 % sind landwirtschaftlich genutzt. Die höchsten Erhebungen des Gemeindegebietes befinden sich auf dem Puchberg im Norden des Gemeindegebietes an der Grenze zu Pierbach mit 726 m ü. A. beim Bauernhof Kragner und 696 m ü. A. beim Bauernhof Großpammer.

### Geologie, Gewässer
Die Gemeinde liegt im Untermühlviertler Schollenland, einem Ausläufer des Granit- und Gneisplateaus. Aus geologischer und geomorphologischer Sicht sowie unter Aspekten der Raumnutzung gehört das Gemeindegebiet von Rechberg zur Gänze zur oberösterreichischen Raumeinheit Aist-Naarn-Kuppenland.
Rechberg verfügt über einen in den 1970er-Jahren angelegten Badeteich (Stauweiher Rechberg), der vom Hiesbach gespeist und über den Hiesbach in die Naarn entwässert wird. Die Quelle des Hiesbachs befindet sich südlich des Puchbergs auf einer Höhe von etwa 670 m ü. A. Das Einzugsgebiet ist sehr waldreich. Die Mündung befindet sich an einer der wenigen Vollwasserstrecken der Naarn.
Die Naarn bildet die westliche Grenze des Gemeindegebietes. Das Naarntal ist auf dem Gemeindegebiet von Rechberg Teil des Naturparks Mühlviertel ein Landschaftsschutzgebiet, das zum Natura-2000-Gebiet Waldaist-Naarn gehört. Weitere kleinere Fließgewässer auf dem Gemeindegebiet sind der Hinterbergerbach an der Grenze zu St. Thomas am Blasenstein sowie der Brandstätterbach und der Modlerbach an der Grenze zu Windhaag bei Perg.
Das Klima im unteren Mühlviertel ist geprägt vom Atlantik und von der Lage am Nordrand der Alpen. Die meist aus westlicher Richtung herangetragenen feuchten atlantischen Luftmassen sorgen für Niederschläge, die in Rechberg rund 840 mm im Jahresdurchschnitt betragen. Es wurde eine Häufung der Niederschläge in den Sommermonaten, gefolgt von den Frühjahrsmonaten, gemessen, während die Herbst- und Wintermonate in der Regel die trockensten Perioden sind.
Die durchschnittliche Jahrestemperatur beträgt 8,7 °C, wobei die einzelnen Monatswerte zwischen −3 °C im Jänner und +19 °C im Juli schwanken. Die relative Sonnenscheindauer erreicht im Sommer mehr als 50 %, im Winter infolge der häufig nebelfreien Lage immerhin 30 bis 35 %.

### Gemeindegliederung
Das Gemeindegebiet umfasst folgende 10 Ortschaften (in Klammern Einwohnerzahl Stand 1. Jänner 2024):
- Hiesbach (114)
- Holzmann (20)
- Kemet (17)
- Kürnstein (42)
- Puchberg (100)
- Rechberg (464)
- Spaten (55)
- Wansch (42)
- Windischhof (116)
- Winkl (63)

Die Gemeinde besteht aus der Katastralgemeinde Rechberg.
Die Gemeinde gehört zum Gerichtsbezirk Perg.

### Nachbargemeinden
|                   | Pierbach (FR)                               |                           |
| Bad Zell (FR)     | Kompassrose, die auf Nachbargemeinden zeigt | St. Thomas am Blasenstein |
| Windhaag bei Perg |                                             | Münzbach                  |

### Klima
|                        | Jan  | Feb  | Mär  | Apr  | Mai  | Jun  | Jul  | Aug  | Sep  | Okt  | Nov  | Dez  |   |      |
| Mittl. Temperatur (°C) | −2,3 | −1,5 | 1,9  | 6,1  | 11,3 | 14,3 | 16,3 | 15,8 | 11,8 | 7,4  | 1,8  | −1,6 | ⌀ | 6,8  |
| Mittl. Tagesmax. (°C)  | 1,4  | 2,9  | 6,7  | 11,2 | 16,4 | 19,4 | 21,6 | 21,0 | 16,9 | 12,0 | 5,5  | 1,7  | ⌀ | 11,4 |
| Mittl. Tagesmin. (°C)  | −4,8 | −4,3 | −1,2 | 2,4  | 7,1  | 10,1 | 12,1 | 12,0 | 8,5  | 4,6  | −0,6 | −3,8 | ⌀ | 3,5  |
|                        |      |      |      |      |      |      |      |      |      |      |      |      |   |      |
| Niederschlag (mm)      | 32   | 39   | 54   | 67   | 116  | 126  | 130  | 140  | 98   | 76   | 56   | 46   | Σ | 980  |
|                        |      |      |      |      |      |      |      |      |      |      |      |      |   |      |
| Luftfeuchtigkeit (%)   | 67,2 | 62,2 | 60,3 | 56,9 | 59,1 | 60,3 | 59,1 | 60,2 | 63,0 | 67,0 | 70,3 | 71,9 | ⌀ | 63,1 |

| −4,8 |

| −4,3 |

| −1,2 |

| 2,4 |

| 7,1 |

| 10,1 |

| 12,1 |

| 12,0 |

| 8,5 |

| 4,6 |

| −0,6 |

| −3,8 |

| −4,8 |

| −4,3 |

| −1,2 |

| 2,4 |

| 7,1 |

| 10,1 |

| 12,1 |

| 12,0 |

| 8,5 |

| 4,6 |

| −0,6 |

| −3,8 |

## Bevölkerung

### Einwohnerentwicklung
Die Bevölkerung erreichte 1880 mit 607 Personen einen Höchststand und ging dann mehrere Jahrzehnte lang zurück, wobei der Tiefpunkt mit 521 Personen 1951 erreicht wurde. Seither nimmt die Bevölkerung zu, es dauerte aber bis zur Überschreitung der Höchstmarke aus dem 19. Jahrhundert noch bis 1971. Ein starkes Bevölkerungswachstum war erst in den letzten Jahrzehnten des 20. Jahrhunderts zu verzeichnen.

### Bevölkerungsstruktur nach Geschlecht, Alter und Bildung
Die Gemeinde Rechberg hatte am 1. Jänner 2009 931 Einwohner, davon 491 Männer und 440 Frauen.
Die grobe Altersstruktur der Rechberger Bevölkerung zum 1. Jänner 2009 zeigt, dass 70,9 % der Rechberger über 15 und unter 65 Jahre alt sind. Mit 19,5 % ist etwas weniger als ein Fünftel der Bevölkerung jünger und mit 9,6 % etwa ein Zehntel der Bevölkerung älter. Der Frauenanteil liegt bei der Hauptgruppe mit rund 45,2 % deutlich unter, während er bei den älteren Personen mit 56,2 % deutlich höher als bei der Gesamtbevölkerung liegt.
Von den 643 Rechbergern, die 2001 über 15 Jahre alt waren, sind 310 beziehungsweise 48,2 % Frauen. 17 Rechberger, das sind 2,7 % der über Fünfzehnjährigen, haben den Abschluss einer Universität, Fachhochschule oder Akademie, der Frauenanteil liegt hier mit 58,8 % deutlich über dem der Bevölkerungsgruppe insgesamt. Weitere 31 Rechberger, das sind 4,9 % der relevanten Bevölkerungsgruppe, haben die Matura, dabei liegt der Frauenanteil mit 51,6 % geringfügig unter dem an der betreffenden Bevölkerungsgruppe. 311 Rechberger, das sind mit 48,4 % fast die Hälfte der über Fünfzehnjährigen, haben eine Lehre oder berufsbildende mittlere Schule abgeschlossen, wobei der Frauenanteil 36,0 % beträgt. 284 oder 44,2 % der Rechberger haben nur einen Pflichtschulabschluss. Darunter sind etwa drei Fünftel Frauen.

### Herkunft und Sprache
97,6 % der Rechberger Einwohner sind zum 1. Jänner 2009 österreichische Staatsbürger und 97,3 % wurden in Österreich geboren. 0,5 % der Rechberger kommen aus anderen EU-Staaten, 1,9 % aus Nicht-EU-Staaten.
Der mittel- oder donaubairische Dialekt ist eine bairische Dialektform, die in ganz Oberösterreich verbreitet ist. Der ostösterreichische Zweig des Mittelbairischen geht auf die Mundart des durch die bairische Ostsiedlung entstandenen babenbergischen Herrschaftsgebietes Ostarrichi zurück.
Bei der Volkszählung 2001 haben 855 Personen (97,5 %) Deutsch als Umgangssprache angegeben, 1 (0,1 %) Türkisch, 5 (0,6 %) Kroatisch, 3 (0,3 %) Ungarisch und 7 (0,8 %) eine sonstige Sprache.

### Religion
Im 16. Jahrhundert waren die Nachfolger von Ladislaus Prager zum protestantischen Glauben konvertiert und mit ihnen die zur Herrschaft Windhaag gehörenden Pfarren und Untertanen (Altenburg, Münzbach, Rechberg, Windhaag). Nach der Übernahme der Herrschaft durch den Gegenreformator Joachim Enzmilner wurden die protestantischen Pfarrer vertrieben, wer nicht zum katholischen Glauben zurückkehren wollte, verlor sein Hab und Gut und somit waren sehr bald die Pfarren und Untertanen wieder katholisch.
Bei der Volkszählung 2001 haben 835 Personen (95,2 %) römisch-katholisch als Religionsbekenntnis angegeben, 11 (1,3 %) islamisch, 6 (0,7 %) evangelisch, 2 (0,2 %) orthodox und 2 (0,2 %) sonstige Glaubensrichtungen. 21 (2,4 %) der Rechberger haben sich zu keiner Religion bekannt.

## Geschichte
Die Anwesenheit von Menschen in Rechberg ist seit dem Neolithikum durch den Fund eines Flachbeils aus dunkelgrünem Serpentin bezeugt. Auf der Felsformation in der Nähe befindet sich außerdem ein Schalenstein. Daher gelten kultische Aktivitäten am Plenkerberg als sehr wahrscheinlich.
Während der Römerzeit lag die Gegend um Rechberg etwa fünfzehn Kilometer nördlich der Grenze der Provinz Noricum, die in diesem Bereich vom Limes beziehungsweise von der Donau gebildet wurde , bereits außerhalb der 7,5 Kilometer breiten Pufferzone zwischen Römern und Barbaren. Siedlungsspuren aus dieser Zeit sind auf dem Gebiet der Gemeinde Rechberg nicht nachweisbar.
Der sprachliche Einfluss der slawischen und baierischen Siedlungstätigkeit im 7. und 8. Jahrhundert ist verschiedentlich in den Bauernhof- und Ortschaftsbezeichnungen erhalten geblieben. Die Gegend um Rechberg war ursprünglich im Ostteil des Herzogtums Bayern gelegen und gehörte ab dem 9. Jahrhundert zur Awarenmark.
Zur Zeit der Babenberger lag Rechberg in der Markgrafschaft beziehungsweise später im Herzogtum Österreich in der Riedmark im Gebiet der Herren von Perg. Die ältesten urkundlichen Erwähnungen erfolgten um 1209 mit einer Kirche in Rechberg, die als Filialkirche von Pierbach bezeichnet wurde. Der Ort war viele Jahrhunderte mit der Herrschaft Saxenegg verbunden, wobei die Burg bereits 1438 weitgehend abgetragen wurde. 1493 gelangte die Herrschaft zur Greinburg. Da Rechberg ab 1525 zur Herrschaft Windhaag gehörte, ist anzunehmen, dass im 16. und Anfang des 17. Jahrhunderts die Pfarre protestantisch war. Unter dem Gegenreformator Joachim Enzmilner wurde Rechberg 1656 eine selbständige Pfarre und war von 1673 bis 1782 dem Dominikanerinnenkloster Windhaag inkorporiert. Die Pfarrer kamen vom Dominikanerkloster Münzbach.
1782 wurde Rechberg Katastralgemeinde und ab 1848 selbständige Gemeinde. Seit 1918 ist Rechberg eine Gemeinde im Bundesland Oberösterreich.
Nach dem Anschluss Österreichs an das Deutsche Reich am 13. März 1938 gehörte der Ort zum Gau Oberdonau. 1945 erfolgte die Wiederherstellung Oberösterreichs und Rechberg gehörte bis 1955 zur sowjetischen Besatzungszone.
In den 1970er-Jahren begann mit dem Bau des Stauweihers Rechberg die Entwicklung der Gemeinde zum Urlaubs- und Erholungsdorf, die mit der Schaffung des Naturparks Rechberg beziehungsweise später des überregionalen Naturparks Mühlviertel fortgesetzt wurde. Seither ist auch ein deutliches Wachstum der Bevölkerung zu beobachten.

## Kultur und Sehenswürdigkeiten
- Pfarrkirche Rechberg

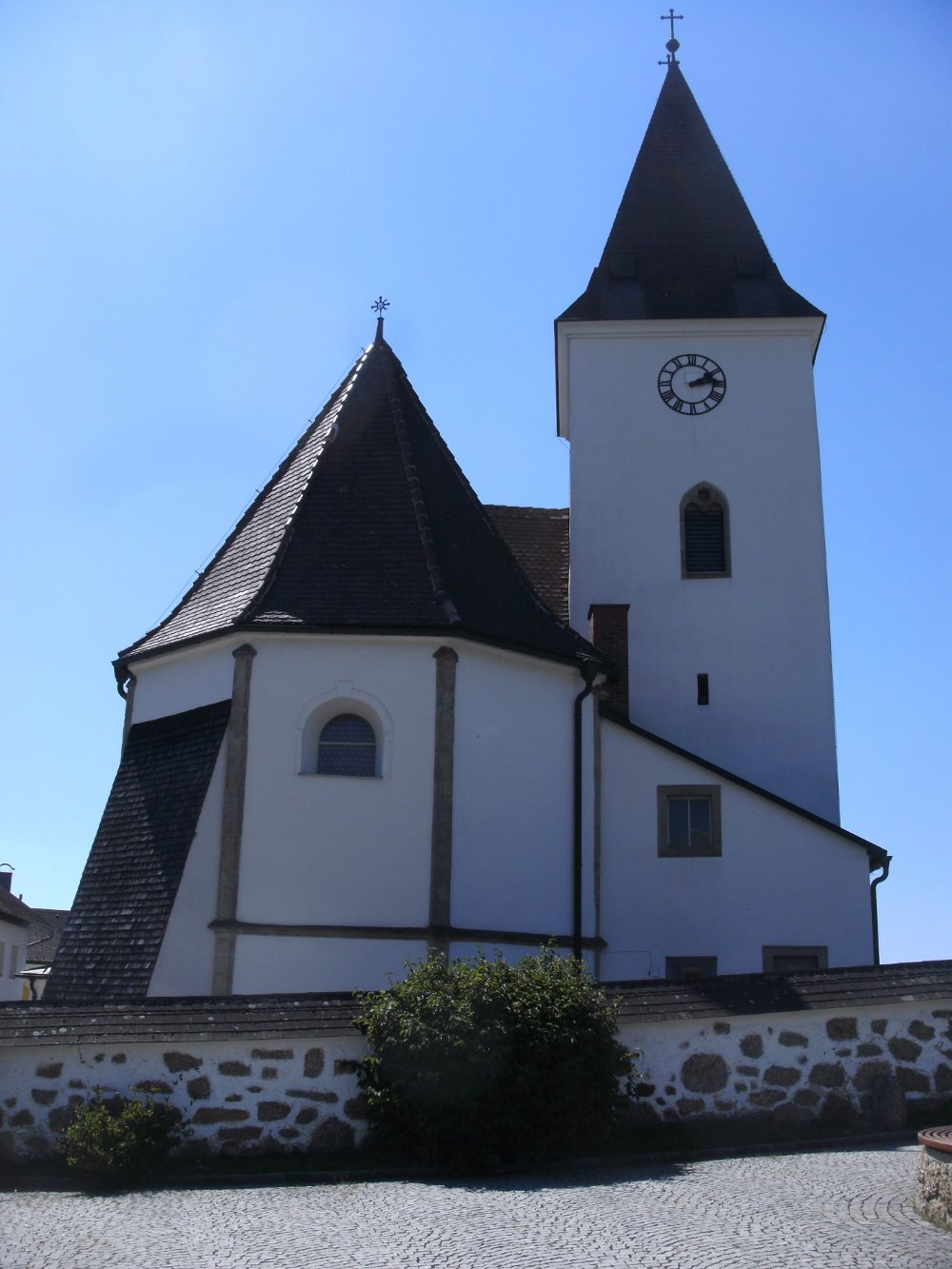
Pfarrkirche Rechberg

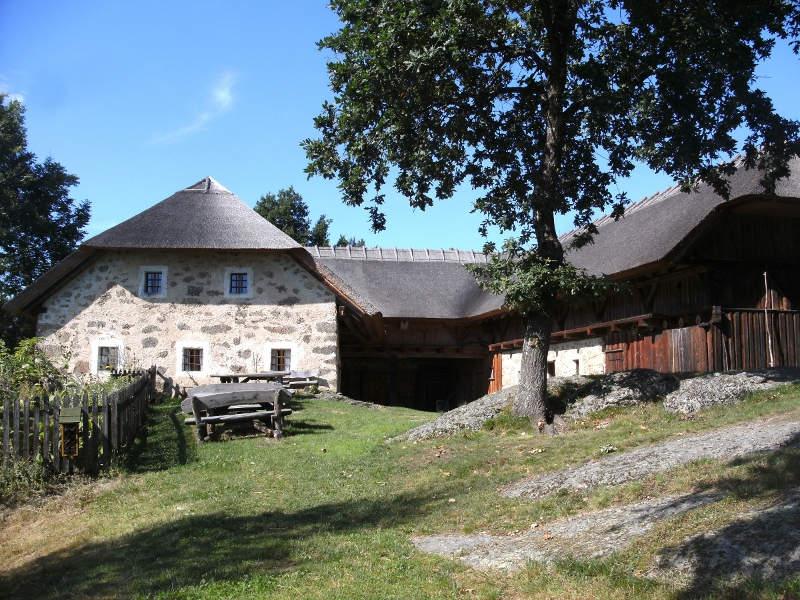
Der 400 Jahre alte Großdöllnerhof

- Großdöllnerhof (Freilichtmuseum und Steinlehrpfad)

Auf dem Plenkerberg befindet sich die nach Karl Weichselbaumer benannte Aussichtswarte mit Blick auf das Alpenvorland und die Alpen.

### Naturdenkmäler

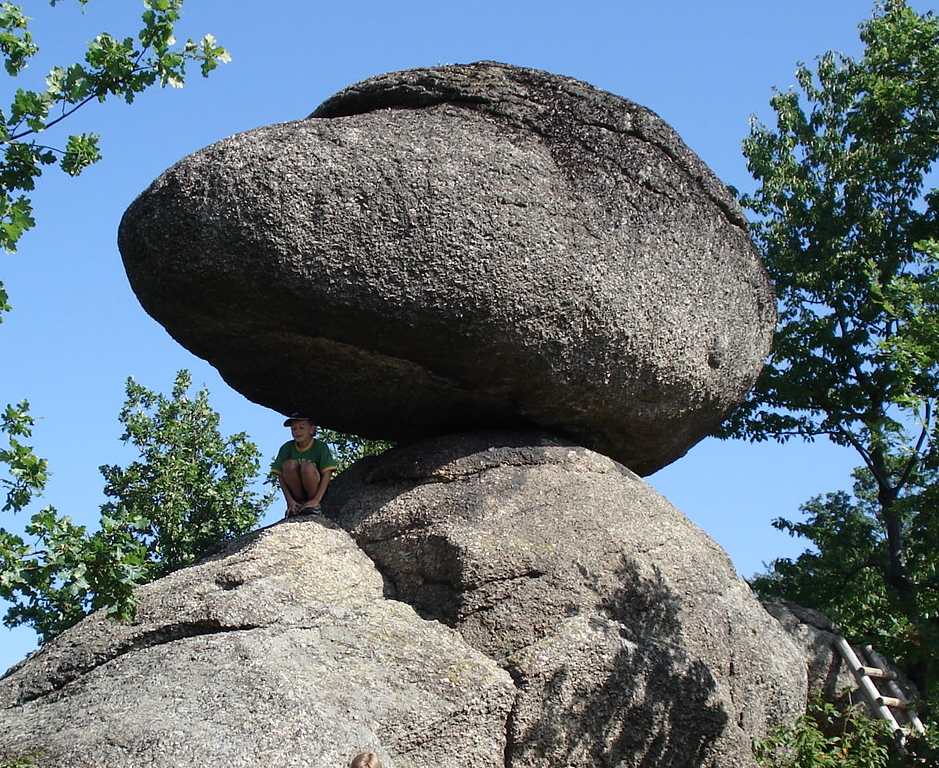
Naturdenkmal Schwammerling

Auf dem Gebiet der Gemeinde befindet sich ein Teil des Naturparks Mühlviertel mit folgenden Naturdenkmälern:
- Naturdenkmal Pammerhöhe
- Schwammerling (pilzähnliche Felsformation)
- Felsformation auf dem Plenkerberg 706 m ü. A.
- Elefantenstein auf der Pammerhöhe 700 m ü. A.
- Fuchsmauern
- Pechölsteine (siehe dazu auch Pechölbrennen im östlichen Mühlviertel)

Das Naarntal ist auf dem Gemeindegebiet als Landschaftsschutzgebiet und Natura 2000-Gebiet Waldaist-Naarn ausgewiesen.

### Sport und Freizeit
In der Gemeinde Rechberg wurden eine Reihe von Vereinen gegründet, die den kulturellen Bedürfnissen der regionalen Bevölkerung nachkommen. Der Großdöllnerhof ist ein uriger, vierhundert Jahre alter Mühlviertler Dreiseithof, in dem eine Dauerausstellung zum Thema Volksmedizin und Aberglaube sowie wechselnde Sonderausstellungen gezeigt werden.
Die Union Rechberg wurde 1971 gegründet und betreibt die Sektionen Fußball, Stockschießen, Schifahren, Damenturnen, Tennis und Tischtennis. Der erste Fußballplatz befand sich im Naarntal und wurde 1975 eröffnet. 1998 erhielt Rechberg eine neue Freizeitanlage mit zwei Tennisplätzen, acht Stockbahnen, zwei Fußballplätzen und einem Clubhaus.
Rechberg ist regional bekannt durch seinen Badesee, der im Sommer zum Schwimmen und im Winter als Eisfläche verwendet wird.
In Rechberg wurden mehrere Wanderwege ausgeschildert:
- Weg Puchberg, sechs Kilometer, etwa drei Stunden
- Weg Schwammerling, vier Kilometer, etwa eineinhalb Stunden
- Weg Schartmühle, drei Kilometer, etwa eine Stunde
- Der Naturparkweg, sieben Kilometer, etwa dreieinhalb Stunden
- Stoakraft Weg (seit 2019), 48 km[13][14]

Nach Rechberg führt der 56 Kilometer lange, im Rahmen der Rad-KulTOUR ausgeschilderte Radweg Naturparkweg (Radweg 30 gemäß OÖ. Landesregierung). Ausgehend von Perg führt die Tour über Rechberg, Bad Zell, Schwertberg und Au an der Donau zurück nach Perg.
Rechberg liegt an der ältesten ausgeschilderten Mountainbike (MTB)-Strecke Österreichs, die auf einer Länge von 32 Kilometern die Gemeinden Windhaag bei Perg, Allerheiligen, Bad Zell, Rechberg, Pierbach und St. Thomas am Blasenstein verbindet.

### SOS-Kinderdorf
2008 wurde in Rechberg ein SOS-Kinderdorf für drei Familien mit bis zu 5 Kindern und eine Kinderwohngruppe eröffnet. Maximal können 22 Kinder im Dorf untergebracht werden. Auf einer Grundfläche von 5.500 m² wurden 2 Doppelhäuser mit insgesamt vier Wohneinheiten, ein Doppelhaus als Gemeinschaftshaus für Therapie-, Verwaltungs- und sonstige Gemeinschaftszwecke sowie Spielplatz, Parkplätze und Wegenetz errichtet. Das Objekt verfügt über eine Biomasseheizung. Die Mittel für die Errichtung und Erhaltung des Kinderdorfs sowie eine Vielzahl von Sachleistungen werden von den Unternehmen des Bezirks Perg aufgebracht.

## Wirtschaft und Infrastruktur
In den 1970er-Jahren wurde Rechberg durch die Errichtung des Badesees Rechberg und die Modernisierung der örtlichen Gasthöfe (Dorfwirt & Der Goscherte Wirt) zu einem Urlaubs- und Erholungsdorf mit dem Schwerpunkt auf Naturtourismus. Später erfolgte die Schaffung des Naturparks Rechberg mit der Karl-Weichselbaumer-Aussichtswarte und die Adaptierung des Großdöllnerhofes als Museum. Die Forcierung der überregionalen Zusammenarbeit führte zur Ausweitung zum Naturpark Mühlviertel, der sich auf vier Gemeinden erstreckt, und die Einbindung in die LEADER Region Strudengau.
In Rechberg haben hauptsächlich örtlich und regional tätige Unternehmen und öffentliche Einrichtungen ihren Sitz, die im Wesentlichen der Nahversorgung dienen.
Auf dem Gemeindegebiet befinden sich zwei Kraftwerkanlagen des Elektrizitätswerks Perg (Toitschmühle und Schartmühle), die Stromversorgung erfolgte zunächst durch die Elektrizitätsgenossenschaft Pierbach und seit Beginn der 1960er-Jahre durch die Linz Strom.
Die Gemeinde Rechberg ist eine von 18 Gemeinden in der LEADER Region Strudengau.
Rechberg ist eine Tourismusgemeinde. Die Übernächtigungen lagen in den 1970er-Jahren noch bei höchstens 10.000 Nächtigungen, steigerten sich in den 1980er-Jahren auf bis zu knapp mehr als 20.000 und erreichten 1991 mit 22.598 Nächtigungen einen Höhepunkt. Seither schwanken die Nächtigungszahlen zwischen 12.000 und rund 20.000, wobei in den 2010er-Jahren ein rückläufiger Trend festzustellen ist.

### Beschäftigungssituation
Am 1. Jänner 2001 waren in Rechberg 115 Personen beschäftigt. Von den in Rechberg wohnenden 386 Erwerbstätigen pendelten 289 zu ihren Arbeitsplätzen außerhalb der Gemeinde, während gleichzeitig 18 Personen zu ihrem Arbeitsplatz nach Rechberg pendelten.
180 Arbeitsplätze der Rechberger befinden sich in einer anderen Gemeinde des Bezirkes Perg, überwiegend in Perg und Schwertberg, und 91 außerhalb des Bezirks Perg in Oberösterreich, überwiegend in Linz-Stadt. Die restlichen Arbeitsplätze befinden sich in anderen Bundesländern. 11 Personen aus dem Bezirk Perg und 7 Personen aus einem anderen oberösterreichischen Bezirk oder einem anderen Bundesland haben in Rechberg ihren Arbeitsplatz.
2001 waren von den Rechbergern 13,8 % in der Land- und Forstwirtschaft, 40,4 % in Industrie, Gewerbe und Bauwesen sowie 45,5 % im Dienstleistungsbereich tätig. Der Anteil der in der Land- und Forstwirtschaft tätigen Rechberger betrug 1981 noch 39,8 %. Die Arbeitsplätze in Rechberg bestanden zu 47,8 % in der Landwirtschaft, zu 6,1 % in Industrie, Gewerbe und Bauwesen sowie zu 46,1 % im Dienstleistungsbereich. 1981 waren noch 77,5 % der Arbeitsplätze in der Land- und Forstwirtschaft zu finden.

### Verkehrssituation
Die nächsten Haltestellen und Bahnhöfe der Donauuferbahn befinden sich in Perg in einer Entfernung von 15 Kilometern. Im öffentlichen Verkehr stehen direkt in Rechberg ausschließlich Autobusse zur Verfügung, wobei Verbindungen in die Bezirkshauptstadt bestehen. Ein Großteil der Ein- und Auspendler ist auf das eigene Fahrzeug angewiesen. Die nächsten Autobahnanschlüsse befinden sich im Westen in Sankt Valentin, Enns und Asten mit einer Fahrzeit von rund 45 Minuten und im Osten in Amstetten und in Ybbs an der Donau mit einer Fahrzeit von rund einer Stunde. Für die Pendler bedeutet der in den letzten Jahrzehnten erfolgte Ausbau des Straßennetzes eine deutliche Verbesserung. Insbesondere anzuführen ist dabei die Verbindung ins Naarntal.

### Infrastruktur
Die Stromversorgung der Gemeinde Rechberg erfolgt durch die Linz AG. Es besteht eine örtliche Freiwillige Feuerwehr, die 1902 gegründet wurde. In Rechberg besteht für die noch nicht schulpflichtigen Kinder ein zweigruppiger Pfarrcaritas-Kindergarten, der entsprechend seinem Leitbild einen naturpädagogischen Ansatz verfolgt, und für die schulpflichtigen Kinder die Naturpark-Volksschule. Die Möglichkeit zum Besuch von Hauptschulen, eines Unterstufengymnasiums, des Polytechnischen Lehrgangs oder der mittleren und höheren Schulen ist im Bezirk Perg und in der angrenzenden Gemeinde Bad Zell im Bezirk Freistadt möglich.

## Politik

### Gemeinderat
Bei den Gemeinderatswahlen verfügt die ÖVP seit 1945 über die absolute Mehrheit der Stimmen und Mandate, wobei sich der Stimmanteil zwischen 86,7 % (1949) und 96,8 % (1973) der abgegebenen Stimmen bewegte. Der Rest der Stimmanteile entfiel stets auf die SPÖ, da keine weiteren Parteien kandidierten.
- Mit den Gemeinderats- und Bürgermeisterwahlen in Oberösterreich 1997 hatte der Gemeinderat folgende Verteilung: 11 ÖVP und 2 SPÖ.[21]

- Mit den Gemeinderats- und Bürgermeisterwahlen in Oberösterreich 2003 hatte der Gemeinderat folgende Verteilung: 9 ÖVP und 4 SPÖ.[22]

- Mit den Gemeinderats- und Bürgermeisterwahlen in Oberösterreich 2009 hatte der Gemeinderat folgende Verteilung: 10 ÖVP und 3 SPÖ.[23]

- Mit den Gemeinderats- und Bürgermeisterwahlen in Oberösterreich 2015 hatte der Gemeinderat folgende Verteilung: 19 ÖVP und 3 SPÖ.[24]

- Mit den Gemeinderats- und Bürgermeisterwahlen in Oberösterreich 2021 hat der Gemeinderat folgende Verteilung: 9 ÖVP und 4 SPÖ.[25]

### Bürgermeister
Folgende Personen waren in Rechberg Bürgermeister:
- Thomas Ruspekhofer (von 1850 bis 1861)
- Kajetan Killinger (von 1861 bis 1864)
- Mathias Lengauer (von 1864 bis 1867)
- Anton Nenning (von 1867 bis 1884)
- Johann Kern (von 1884 bis 1913)
- Josef Primetshofer (von 1913 bis 1946)
- Michael Schwaiger (von 1946 bis 1949)
- Johann Primetshofer (von 1949 bis 1955)
- Johann Strasser (von 1955 bis 1967)
- Karl Weichselbaumer (ÖVP) (von 1967 bis 1988)
- Josef Bauernfeind (von 1988 bis 2003)
- Johann Thauerböck (ÖVP) (von 2003 bis 2014)
- Martin Ebenhofer (ÖVP) (seit 2015)

### Wappen
Offizielle Beschreibung des 1978 von der Oberösterreichischen Landesregierung verliehenen Gemeindewappens: Von Rot und Blau durch eine goldene Wellenleiste erniedrigt geteilt; oben schräg hintereinander drei goldene Ballen. Die Gemeindefarben sind Rot-Gelb-Blau.
Die goldenen Ballen, auch als Münzen zu deuten, gelten als Kennzeichen für den Heiligen Nikolaus, dem Schutzheiligen der Pfarrkirche. Der im Schildfuß des Wappens symbolisierte Badesee betont die Geltung und wirtschaftliche Bedeutung Rechbergs als Tourismusgemeinde und Erholungsdorf.

### Auszeichnungen für die Gemeinde
- Prädikat Erholungsdorf (1971)
- Österreichpreis für Umwelt- und Ortsbildpflege (1975)
- Schönstes Dorf Oberösterreichs (1985)
- Österreichpreis für Umwelt-, Kultur- und Ortsbildpflege (1990)
- Jugendfreundliche Gemeinde und Fahrradfreundliche Gemeinde Oberösterreichs, Österreichpreis „Mustergemeinde“ für privatwirtschaftliche Wirtschaftsführung (1994)
- Umweltschutzpreis Oberösterreich, Jugendfreundliche Gemeinde Oberösterreich (1995)
- 1. Naturparkgemeinde Oberösterreich (1996)
- Umweltpreis für Naturpark Rechberg und Kräuterbauer Woldrich (2002)
- Naturpark des Jahres und Umweltpreis für Naturpark Rechberg (2003)

## Persönlichkeiten

### Personen mit Bezug zur Gemeinde
- Joachim Enzmilner (1600–1678), ließ im 17. Jahrhundert Pfarrhof und Kirche neu bauen
- Georg Grüll (1900–1975), Historiker, in Rechberg geboren
- Herbert Hiesmayr (1940–2016), St. Thomas am Blasenstein, akademischer Maler, Heimatforscher, Kulturberater der Gemeinde Rechberg, Mitverfasser des Rechberger Heimatbuches
- Leopold Josef Mayböck, Schwertberg, Heimatforscher, Archivkurator des OÖ. Landesarchivs, Mitverfasser des Rechberger Heimatbuches

### Ehrenbürger der Gemeinde
Die Ehrenbürgerschaft ist die höchste von einer Gemeinde vergebene Auszeichnung für eine Persönlichkeit, die sich in herausragender Weise um das Wohl oder Ansehen des Ortes verdient gemacht hat (in Klammer ist das Jahr der Auszeichnung angeführt):
- Anton Nenning, Bürgermeister (1892)
- Rudolf Hanl, Oberlehrer und Direktor (1937)
- Franz Rienmüller, Bezirkshauptmann (1951)
- Alois Leitner, Pfarrer, Konsistorialrat (1957)
- Pilshofer, Gemeindearzt, Medizinalrat (1957)
- Johann Blöchl, Landeshauptmann-Stellvertreter (1965)
- Johann Strasser, Bürgermeister (1968), 1969 wurde ihm die Goldene Medaille für Verdienste um die Republik Österreich verliehen
- Erwin Wenzl, Landeshauptmann (1971)
- Karl Weichselbaumer, Bürgermeister, Landtagsabgeordneter (1988), seit 1998 Träger des Goldenen Ehrenzeichens des Landes Oberösterreich, seit 2001 Konsulent der OÖ. Landesregierung
- Josef Ratzenböck, Landeshauptmann (1991)
- Karl Grünner, Landeshauptmann-Stellvertreter (1991)
- Karl-Albert Eckmayr, Landeshauptmann-Stellvertreter (1992)
- Fritz Hochmair, Landeshauptmann-Stellvertreter (2000)
- Josef Bauernfeind, Bürgermeister (2009)
- Franz Hiesl, Landeshauptmann-Stellvertreter (2009)
- Josef Honeder, Pfarrprovisor in Rechberg (2012), Schulpädagoge, Kirchenhistoriker, Direktor des Petrinum Linz

### Ehrenringträger der Gemeinde
Folgenden Personen wurde mit dem Ehrenring der Gemeinde Rechberg ausgezeichnet (in Klammer ist das Jahr der Auszeichnung angeführt):
- Walter Endrich, Bezirkshauptmann (1971)
- Baumgartner, Beamter (1971)
- Schönherr, Beamter (1971)
- Herbert Paplham, Beamter (1971)
- Karl Weichselbaumer, Bürgermeister, Landtagsabgeordneter (1973)
- Josef Krenner, Beamter (1980)
- Rupert Hartl, Landeshauptmann-Stellvertreter (1980)
- Albert Leibenfrost, Landesrat (1989)
- Friedolin Gscheidlinger, Beamter (1992)
- Hermann Buchberger, Vizebürgermeister, Volksschuldirektor (1992), 2009 wurde er mit der Verdienstmedaille des Landes Oberösterreich ausgezeichnet
- Alois Peböck (1997)
- Heinrich Neuhauser, Gemeinderat (1998)
- Josef Bauernfeind, Bürgermeister (2004)
- Johann Leonhartsberger, Gemeinderat (2004)
- Friedrich Jahn, Amtsleiter (2005)